# Tour de Corse 2015
Le 58e Tour de Corse est la 11e manche du Championnat du monde des rallyes 2015.
La manche française du championnat voit son retour en Corse après cinq années passées en Alsace.
L'épreuve est marquée par de fortes intempéries qui ont eu lieu la veille du rallye et qui ont conduit à l'annulation de deux des neuf spéciales programmées, la chaussée étant trop dégradée par des éboulements et chutes de pierres.
Ce rallye a permis à Elfyn Evans d'être en tête de la course pour la première fois et d’enregistrer le meilleur résultat de sa carrière jusqu'alors en terminant à la seconde place.
Sébastien Ogier, qui a remporté la première spéciale ex æquo avec Robert Kubica, a rencontré des problèmes avec sa boîte de vitesses à la fin de la première journée ce qui lui a valu dix minutes de pénalités. Il a finalement terminé à la 15e place, mais en remportant quand même la "power stage" et les trois points bonus qui vont avec.
C'est le finlandais Jari-Matti Latvala qui remporte pour la deuxième fois consécutive le rallye de France, après être passé en tête lors de la dernière spéciale du samedi.

## Résultats

### Classement final
| Rang              | Pilote             | Copilote               | Numéro            | Voiture               | Écurie                                   | Temps             | Écart             | Points            |
| Toutes catégories | Toutes catégories  | Toutes catégories      | Toutes catégories | Toutes catégories     | Toutes catégories                        | Toutes catégories | Toutes catégories | Toutes catégories |
| ----------------- | ------------------ | ---------------------- | ----------------- | --------------------- | ---------------------------------------- | ----------------- | ----------------- | ----------------- |
| 1.                | Jari-Matti Latvala | Miikka Anttila         | 2                 | Volkswagen Polo R WRC | Volkswagen Motorsport                    | 2 h 39 min 46 s 7 | -                 | 261               |
| 2.                | Elfyn Evans        | Daniel Barrit          | 5                 | Ford Fiesta RS WRC    | M-Sport WRT                              | 2 h 40 min 29 s 8 | +43 s 1           | 18                |
| 3.                | Andreas Mikkelsen  | Ola Fløene             | 9                 | Volkswagen Polo R WRC | Volkswagen Motorsport                    | 2 h 40 min 33 s 0 | +43 s 3           | 15                |
| 4.                | Kris Meeke         | Paul Nagle             | 3                 | Citroën DS3 WRC       | Citroën Total Abu Dhabi World Rally Team | 2 h 41 min 20 s 1 | +1 min 33 s 4     | 12                |
| 5.                | Hayden Paddon      | John Kennard           | 20                | Hyundai i20 WRC       | Hyundai Motorsport N                     | 2 h 41 min 40 s 3 | +1 min 53 s 6     | 10                |
| 6.                | Mads Østberg       | Jonas Andersson        | 4                 | Citroën DS3 WRC       | Citroën Total Abu Dhabi World Rally Team | 2 h 41 min 46 s 5 | +1 min 59 s 8     | 8                 |
| 7.                | Dani Sordo         | Marc Marti             | 8                 | Hyundai i20 WRC       | Hyundai World Rally Team                 | 2 h 41 min 57 s 1 | +2 min 10 s 4     | 6                 |
| 8.                | Bryan Bouffier     | Thibault de la Haye    | 15                | Ford Fiesta RS WRC    | M-Sport WRT                              | 2 h 41 min 59 s 5 | +2 min 12 s 8     | 4                 |
| 9.                | Stéphane Sarrazin  | Jacques-Julien Renucci | 22                | Ford Fiesta RS WRC    | M-Sport WRT                              | 2 h 42 min 26 s 0 | +2 min 39 s 3     | 2                 |
| 10.               | Ott Tänak          | Ragio Mölder           | 6                 | Ford Fiesta RS WRC    | M-Sport World Rally Team                 | 2 h 43 min 29 s 7 | +3 min 43 s 0     | 1                 |

3, 2, 1 : y compris les 3, 2 et 1 points attribués aux trois premiers de la spéciale télévisée (power stage).

### Spéciales chronométrées
| Étape  | Spéciale | Heure   | Nom                                  | Distance | Vainqueur                     | Temps         | Leader                        |
| ------ | -------- | ------- | ------------------------------------ | -------- | ----------------------------- | ------------- | ----------------------------- |
| Jour 1 | ES1      | 09 h 23 | Plage du Liamone - Sarrola-Carcopino | 29,12 km | Robert Kubica Sébastien Ogier | 19 min 44 s 0 | Robert Kubica Sébastien Ogier |
| Jour 1 | ES2      | 13 h 39 | Casamozza- Ponte Leccia 1            | 43,69 km | annulée                       |               | Robert Kubica Sébastien Ogier |
| Jour 1 | ES3      | 14 h 47 | Francardo - Sermano 1                | 36,43 km | Elfyn Evans                   | 26 min 48 s 5 | Elfyn Evans                   |
| Jour 2 | ES4      | 09 h 00 | Casamozza - Ponte Leccia 2           | 43,69 km | annulée                       |               | Elfyn Evans                   |
| Jour 2 | ES5      | 10 h 08 | Francardo - Sermano 2                | 36,43 km | Jari-Matti Latvala            | 26 min 50 s 5 | Elfyn Evans                   |
| Jour 2 | ES6      | 13 h 52 | Muracciole - Col de Sorba            | 48,46 km | Sébastien Ogier               | 28 min 14 s 2 | Jari-Matti Latvala            |
| Jour 3 | ES7      | 07 h 25 | Sotta - Chialza                      | 36,71 km | Sébastien Ogier               | 21 min 14 s 6 | Jari-Matti Latvala            |
| Jour 3 | ES8      | 08 h 58 | Zérubia - Martini                    | 41,46 km | Dani Sordo                    | 25 min 21 s 4 | Jari-Matti Latvala            |
| Jour 3 | ES9      | 12 h 08 | Bisinao - Agosta plage *             | 16,74 km | Sébastien Ogier               | 10 min 23 s 2 | Jari-Matti Latvala            |

* : Power stage, spéciale télévisée attribuant des points aux trois premiers pilotes

## Classement au championnat après l'épreuve

### Classement des pilotes
Selon le système de points en vigueur, les 10 premiers équipages remportent des points, 25 points pour le premier, puis 18, 15, 12, 10, 8, 6, 4, 2 et 1.
| Rang | Pilote              | Rallyes | Rallyes | Rallyes | Rallyes | Rallyes | Rallyes | Rallyes | Rallyes | Rallyes | Rallyes | Rallyes | Rallyes | Rallyes | Total points |
| Rang | Pilote              | MON     | SUE     | MEX     | ARG     | POR     | ITA     | POL     | FIN     | GER     | AUS     | FRA     | ESP     | GBR     | Total points |
| ---- | ------------------- | ------- | ------- | ------- | ------- | ------- | ------- | ------- | ------- | ------- | ------- | ------- | ------- | ------- | ------------ |
| 1er  | Sébastien Ogier     | 25      | 283     | 283     | 3       | 213     | 283     | 283     | 213     | 25      | 283     | 3       | -       | -       | 238          |
| 2e   | Jari-Matti Latvala  | 191     | 0       | 0       | Ab.     | 272     | 102     | 10      | 272     | 213     | 202     | 261     | -       | -       | 160          |
| 3e   | Andreas Mikkelsen   | 15      | 15      | 172     | Ab.     | 161     | 1       | 191     | Ab.     | 15      | 131     | 15      | -       | -       | 126          |
| 4e   | Mads Østberg        | 12      | 21      | 18      | 191     | 6       | 10      | 2       | 15      | 6       | -       | 8       | -       | -       | 98           |
| 5e   | Thierry Neuville    | 10      | 202     | 51      | Ab.     | 0       | 15      | 8       | 12      | 10      | 6       | 0       | -       | -       | 86           |
| 6e   | Kris Meeke          | 43      | 6       | 0       | 25      | 12      | 0       | 6       | 1       | 2       | 15      | 12      | -       | -       | 83           |
| 7e   | Elfyn Evans         | 6       | 8       | 12      | 15      | 0       | 12      | 0       | 0       | 8       | 2       | 18      | -       | -       | 81           |
| 8e   | Hayden Paddon       | -       | 10      | 0       | 0       | 4       | 18      | 12      | 0       | 2       | 10      | 10      | -       | -       | 66           |
| 9e   | Ott Tanak           | 0       | 12      | 0       | 1       | 10      | 0       | 172     | 10      | 4       | 8       | 1       | -       | -       | 63           |
| 10e  | Dani Sordo          | 8       | -       | 10      | 122     | 8       | 0       | 1       | 0       | 131     | 4       | 6       | -       | -       | 62           |
| 11e  | Martin Prokop       | 2       | 4       | 8       | 12      | 1       | Ab.     | 0       | 6       | Ab.     | -       | 0       | -       | -       | 33           |
| 12e  | Khalid Al Qassimi   | -       | -       | -       | 8       | 0       | 1       | -       | 0       | -       | -       | -       | -       | -       | 9            |
| 13e  | Juho Hänninen       | -       | -       | -       | -       | -       | -       | -       | 8       | -       | -       | -       | -       | -       | 8            |
| 14e  | Yuriy Protasov      | 0       | 2       | 0       | 0       | -       | 6       | -       | 0       | 0       | 0       | 0       | -       | -       | 8            |
| 15e  | Robert Kubica       | Ab.     | 0       | 0       | -       | 2       | 0       | 4       | Ab.     | 0       | -       | 2       | -       | -       | 8            |
| 16e  | Nasser Al-Attiyah   | -       | -       | 6       | -       | 0       | 0       | Ab.     | -       | 0       | 1       | -       | -       | -       | 7            |
| 17e  | Abdulaziz Al-Kuwari | -       | -       | 0       | 6       | 0       | 0       | -       | -       | -       | -       | -       | -       | -       | 6            |
| 18e  | Sébastien Loeb      | 62      | -       | -       | -       | -       | -       | -       | -       | -       | -       | -       | -       | -       | 6            |
| 19e  | Esapekka Lappi      | -       | -       | -       | -       | 0       | 0       | 0       | 4       | 0       | -       | 0       | -       | -       | 4            |
| 20e  | Diego Domínguez     | -       | -       | -       | 4       | -       | -       | -       | -       | -       | -       | -       | -       | -       | 4            |
| 21e  | Paolo Andreucci     | -       | -       | -       | -       | -       | 4       | -       | -       | -       | -       | -       | -       | -       | 4            |
| 22e  | Bryan Bouffier      | 0       | -       | -       | -       | -       | -       | -       | -       | 0       | -       | 4       | -       | -       | 4            |
| 23e  | Pontus Tidemand     | -       | 0       | -       | -       | 0       | -       | 0       | 2       | -       | -       | -       | -       | -       | 2            |
| 24e  | Jan Kopecký         | -       | -       | -       | -       | -       | 2       | -       | -       | 0       | -       | -       | -       | -       | 2            |
| 25e  | Nicolás Fuchs       | -       | -       | 2       | Ab.     | 0       | 0       | 0       | Ab.     | -       | -       | -       | -       | -       | 2            |
| 26e  | Gustavo Saba        | -       | -       | -       | 2       | -       | -       | -       | -       | -       | -       | -       | -       | -       | 2            |
| 27e  | Stéphane Sarrazin   | -       | -       | -       | -       | -       | -       | -       | -       | -       | -       | 2       | -       | -       | 2            |
| 28e  | Jari Ketomaa        | -       | 0       | 1       | 0       | Ab.     | -       | 0       | -       | -       | -       | -       | -       | -       | 1            |
| 27e  | Stéphane Lefebvre   | 0       | Ab.     | Ab.     | Ab.     | 0       | 0       | Ab.     | Dq.     | 1       | 0       | 0       | -       | -       | 1            |
| 28e  | Lorenzo Bertelli    | 0       | Ab.     | Ab.     | 0       | Ab.     | Ab.     | 0       | 1       | -       | 0       | Ab.     | -       | -       | 1            |

| Couleur | Résultat                                                         |
| ------- | ---------------------------------------------------------------- |
| Or      | Vainqueur                                                        |
| Argent  | 2e place                                                         |
| Bronze  | 3e place                                                         |
| Vert    | Classé, dans les points                                          |
| Bleu    | Classé, hors des points Non classé (Nc.)                         |
| Mauve   | Abandon (Ab.) Retrait (Re.)                                      |
| Noir    | Disqualifié (Dq.)                                                |
| Blanc   | N'a pas pris le départ (Np.) Forfait (Forf.) Épreuve annulée (A) |
| Aucune  | N'a pas participé (-)                                            |

3, 2, 1 : y compris les 3, 2 et 1 points attribués aux trois premiers de la spéciale télévisée (power stage).

### Classement des constructeurs
| Rang | Équipe                                   | Rallyes | Rallyes | Rallyes | Rallyes | Rallyes | Rallyes | Rallyes | Rallyes | Rallyes | Rallyes | Rallyes | Rallyes | Rallyes | Total points |
| Rang | Équipe                                   | MON     | SUE     | MEX     | ARG     | POR     | ITA     | POL     | FIN     | GER     | AUS     | FRA     | ESP     | GBR     | Total points |
| ---- | ---------------------------------------- | ------- | ------- | ------- | ------- | ------- | ------- | ------- | ------- | ------- | ------- | ------- | ------- | ------- | ------------ |
| 1er  | Volkswagen Motorsport                    | 43      | 25      | 31      | 4       | 43      | 33      | 35      | 43      | 43      | 43      | 26      | -       | -       | 369          |
| 2e   | Citroën Total Abu Dhabi World Rally Team | 12      | 8       | 22      | 43      | 18      | 12      | 10      | 16      | 7       | 16      | 20      | -       | -       | 184          |
| 3e   | Hyundai World Rally Team                 | 27      | 28      | 20      | 10      | 9       | 19      | 10      | 16      | 22      | 16      | 6       | -       | -       | 183          |
| 4e   | M-Sport World Rally Team                 | 12      | 20      | 16      | 23      | 10      | 18      | 15      | 12      | 12      | 10      | 22      | -       | -       | 170          |
| 5e   | Volkswagen Motorsport II                 | -       | 15      | -       | 0       | 15      | 1       | 18      | 0       | 15      | 12      | 15      | -       | -       | 81           |
| 6e   | Hyundai Motorsport N                     | -       | 1       | 2       | 6       | 4       | 18      | 12      | 0       | 2       | 4       | 10      | -       | -       | 59           |
| 7e   | Jipocar Czech National Team              | 6       | 4       | 10      | 12      | 2       | 0       | 1       | 8       | 0       | -       | 2       | -       | -       | 45           |
| 8e   | FWRT s.r.l.                              | 1       | 0       | 0       | 2       | 0       | 0       | 0       | 6       | -       | 0       | 0       | -       | -       | 9            |

| Position | 1er | 2e | 3e | 4e | 5e | 6e | 7e | 8e | 9e | 10e |
| Points   | 25  | 18 | 15 | 12 | 10 | 8  | 6  | 4  | 2  | 1   |